# Lijst van bouwwerken van Augustus

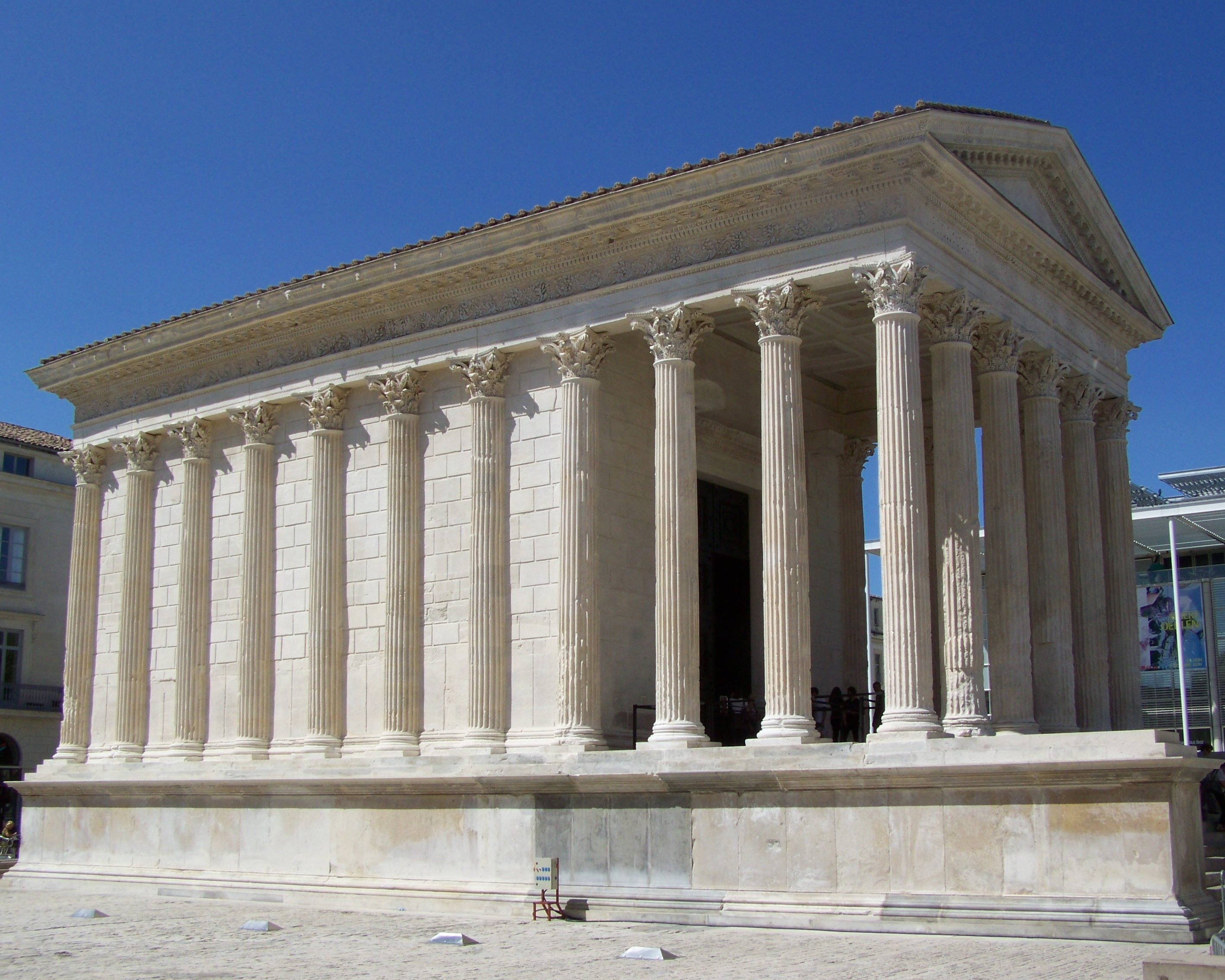
Het Maison Carrée in Nîmes

Dit is een lijst van bouwwerken die onder Octavianus, de latere keizer Augustus (27 v.Chr. - 14 n.Chr.) zijn uitgevoerd.
Augustus liet niet alle bouwwerken zelf uitvoeren. Hij spoorde zijn generaals en vrienden aan een deel van de buit die ze op hun veldtochten hadden veroverd te spenderen aan publieke gebouwen, zodat ook het gewone volk van de Romeinse successen kon profiteren. Marcus Vipsanius Agrippa was de belangrijkste bouwmeester in deze tijd, de inscriptie met zijn naam siert nog steeds het Pantheon.

Naast de nieuwe bouwwerken liet Augustus ook veel oudere tempels en andere gebouwen restaureren.
De lijst is nog niet volledig.

## Rome

### Politiek
- Forum van Augustus
- Saepta Julia

### Tempels
- Tempel van Augustus in Pula, Kroatië
- Tempel van Mars Ultor op het Forum van Augustus
- Tempel van Apollo Sosianus - gebouwd door Gaius Sosius
- Tempel van Apollo Palatinus
- Tempel van Caesar
- Tempel van Concordia - herbouwd door Tiberius
- Tempel van Jupiter Feretrius (herbouw)
- Pantheon - door Marcus Agrippa
- Ara Pacis

### Porticus
- Porticus van Octavia
- Porticus van Livia
- Porticus van Vipsania - door Vipsania Polla
- Porticus van Gaius en Lucius

### Cultuur
- Theater van Marcellus
- Theater van Balbus - door Lucius Cornelius Balbus
- Amfitheater van Statilius Taurus - door Statilius Taurus
- Naumachie van Augustus

### Monument
- Boog van Augustus op het Forum Romanum tussen de Tempel van Castor en Pollux en de Tempel van Caesar
- Boog van Drusus
- Twee obelisken die oorspronkelijk bij het Mausoleum van Augustus stonden
- De obelisk van het Circus Maximus, nu op het Piazza del Popolo
- Mausoleum van Augustus
- Horologium van Augustus

### Infrastructuur
- Pons Aemilius (herbouw)

- Aqua Virgo - door Agrippa
- Aqua Alsietina

### Militair
- Porta Esquilina (herbouw)
- Porta Caelimontana (herbouw)

## Overige plaatsen
- Aqua Augusta bij Napels
- Boog en muren van Augustus in Fano
- Trofee van de Alpen in La Turbie (Frankrijk).
- Maison Carrée in Nîmes - door Agrippa
- Theater van Emerita Augusta - door Agrippa
- Odeion van Agrippa in Athene - door Agrippa